# Ingrid Ciprián-Matthews
Ingrid Ciprián-Matthews es una periodista y productora de televisión dominicana radicada en los Estados Unidos, reconocida por su labor con la cadena de televisión CBS. Actualmente se desempeña como presidenta de CBS News.

## Biografía

### Inicios
Nacida en Santo Domingo y radicada en los Estados Unidos, en 1981 cursó una licenciatura en el Barnard College y en 1984 realizó una maestría en periodismo en la Universidad de Nueva York. En sus primeros años de carrera, Ciprián-Matthews fue reportera general del programa en español de la cadena NPR, Enfoque Nacional, y más tarde trabajó como redactora en jefe de la oficina de CNN en Nueva York.

### CBS News y actualidad
En 1993 se incorporó a CBS News como productora senior de noticias matinales. Más tarde trabajó como vicepresidenta ejecutiva de noticias y como editora. En 2006 obtuvo dos nominaciones a los Premios Emmy de Noticia y Documental por su cubrimiento de los atentados del 7 de julio de 2005 en Londres y de las protestas en China.
En 2018 se convirtió en vicepresidenta ejecutiva de desarrollo profesional estratégico. y tres años después fue seleccionada por la presidenta de CBS News, Susan Zirinsky, para supervisar las instalaciones de la cadena en Washington. En noviembre de 2021, se convirtió en vicepresidenta ejecutiva de recopilación de noticias.
En agosto de 2023, tras la dimisión de Neeraj Khemlani, fue ascendida a presidenta de CBS News. De esta forma se convirtió en la primera mujer de origen latino en ocupar este cargo, y en la segunda mujer en la historia de la cadena en dirigir la red de noticias. El mismo año fue incluida en la lista de las 50 mujeres poderosas de República Dominicana, elaborada por la revista Forbes.